# 京王電気軌道1形電車
京王電気軌道1形電車（けいおうでんききどう1がたでんしゃ）は京王電鉄京王線の前身である京王電気軌道（京王電軌）が1913年の路線開業に際し、用意した旅客用電車の1形式である。
本項ではその改良増備車である9形および15形についても併せて取り扱う。

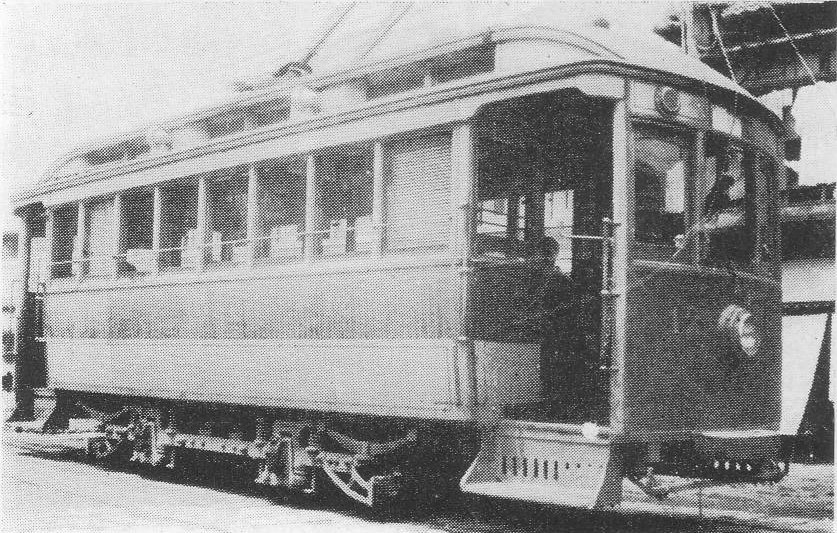
12

## 概要
1913年4月15日の京王線笹塚 - 調布間11.2kmの開業に当たって用意された1形を筆頭に、京王電軌の黎明期を支えたデッキ付きの2軸単車群である。
これらは路線開業や延伸開業後の乗客増加などのタイミングに合わせて製造され、増備の度にメーカーの変更や設計の改良などが行われたため、総数14両が以下の3形式に区分される。
- 1形1 - 6
  - 1913年 天野工場（後の日本車輌製造東京支店）製
- 9形9 - 12
  - 1916年 枝光鉄工所製
- 15形15 - 18
  - 1917年 枝光鉄工所製

これらは京王線開業から約10年に渡って使用された後、より大型の2軸ボギー車が多数増備されたことでその役割を終えた。その後、1923年の関東大震災で車両の多くを喪失した横浜市電気局へ譲渡され、当社の151 - 166として1932年まで使用され京王電軌では全車廃車となった。

## 車体
自重8t、車体長8,026mm、車体幅2,286mmの木造小型車である。
側面に8枚の側窓を並べ、室内にはロングシートを向かい合わせに配した客室の前後に、乗降デッキと運転台を兼ね、妻面に3枚のガラス窓を設けたベスチビュール (Vestibule) と呼ばれる区画を備える。ただし側面には扉は存在せず、客室妻面にのみ扉が設けられており、乗務員は走行中、デッキ側面からの風雨に直接さらされる構造である。
客室は腰板の一段下降窓の収まる部分のみを垂直としその下を絞った、設計当時の一般的な様式を踏襲するが、横方向に長い部材によるコンベックスパネル (Convex Panel) とコンケーブパネル (Concave Panel) を組み合わせていた他社の黎明期の車両とは異なり、縦の羽目板を曲げ加工して構造材に打ち付けた、縦の羽目板をそのまま並べるようになる前の、過渡的な構造となっているのが特徴である。
屋根は端部を丸めた二重屋根（ダブル・ルーフあるいはレイルロード・ルーフ）で、こちらも端部に段差のあるモニター・ルーフが一般的であった初期の車両とは異なった様式となっている。
なお、この二重屋根は1形ではその側面にガーランド式の通風器を設置していたのみであったが、9形と15形では通風器を水雷形に変更、加えて明かり窓を設置している。
塗装はクリーム色を基本とし、腰板窓下部を茶色、屋根を灰色にそれぞれ塗り分けて要部に装飾を施した、製造当時としては標準的な構成である。

## 主要機器

### 主電動機
1形はイギリス・ディック・カー・アンド・カンパニー (DK) 製DK-10を、9形はゼネラル・エレクトリック (GE) 製GE-247Dを、15形は同じくGE製GE-52を、それぞれ1両あたり2基ずつ吊り掛け式で装架する。
歯数比は1形が67:14、9・15形は63:14である。

### 制御器
1形がDK製DBI-K、9形はGE製D-18-F、15形はDK製DBI-K14を搭載していたとされる。いずれも直接式の抵抗制御器であり、1形は直列4段、並列4段、発電ブレーキ7段という当時の標準的な回路構成であった。

### 台車
いずれもウィングばね式の軸箱支持機構と鍛造による台車枠を備える、軸距1,830mmでBrill 21E相当の2軸単台車を装着する。
ただし、1形1 - 4と15形はJ.G.ブリル純正のBrill 21Eを、1形5・6はイギリス製のマウンテン・アンド・ギブソン (MOUNTAIN & GIBSON:M&G) 製のデッドコピー品であるMG21-EMを、9形は汽車製造製のデッドコピー品をそれぞれ装着する。
MG21-EMはブリル社からのライセンスを得ずにM&G社が製造販売していた台車で、ブリル純正品の供給が不足していた1910年から1917年までの時期に多数が日本に輸入された。このMG21-EMは角張った一見粗雑な外観ながらむしろ純正のBrill 21Eよりも頑丈であると評され、導入先各社で長く重用されたことで知られる。
なおこの台車は装着車である1・9形が全車横浜市へ譲渡された後に製作された散水電車1にも装着されているが、これは他社から中古品を購入し装着したものとみられている。

### ブレーキ
ブレーキハンドルを回転させて台車のブレーキシューを締め付ける手ブレーキ装置と、制御器の発電ブレーキを併用する。

### 集電装置
京王線は複架線式で開業したため、集電装置として2本1組のトロリーポールを屋根上に搭載する。

## 運用

### 京王電気軌道時代
京王線開業以来順調に増備が重ねられ、輸送力の不足から東京市電からの譲渡車（7形）の導入やトレーラー（13形）の増結といった措置が取られたが、1916年の調布 - 府中間開業以降の乗客の激増には15形の新製投入をもってしても対処しきれず、以後の増備はより大型の2軸ボギー車である19形や23形へ移行、23形の増備が進んだ1922年頃には本形式は臨時電車にのみ使用され、もてあまし気味となっていた。

### 横浜市電気局への譲渡

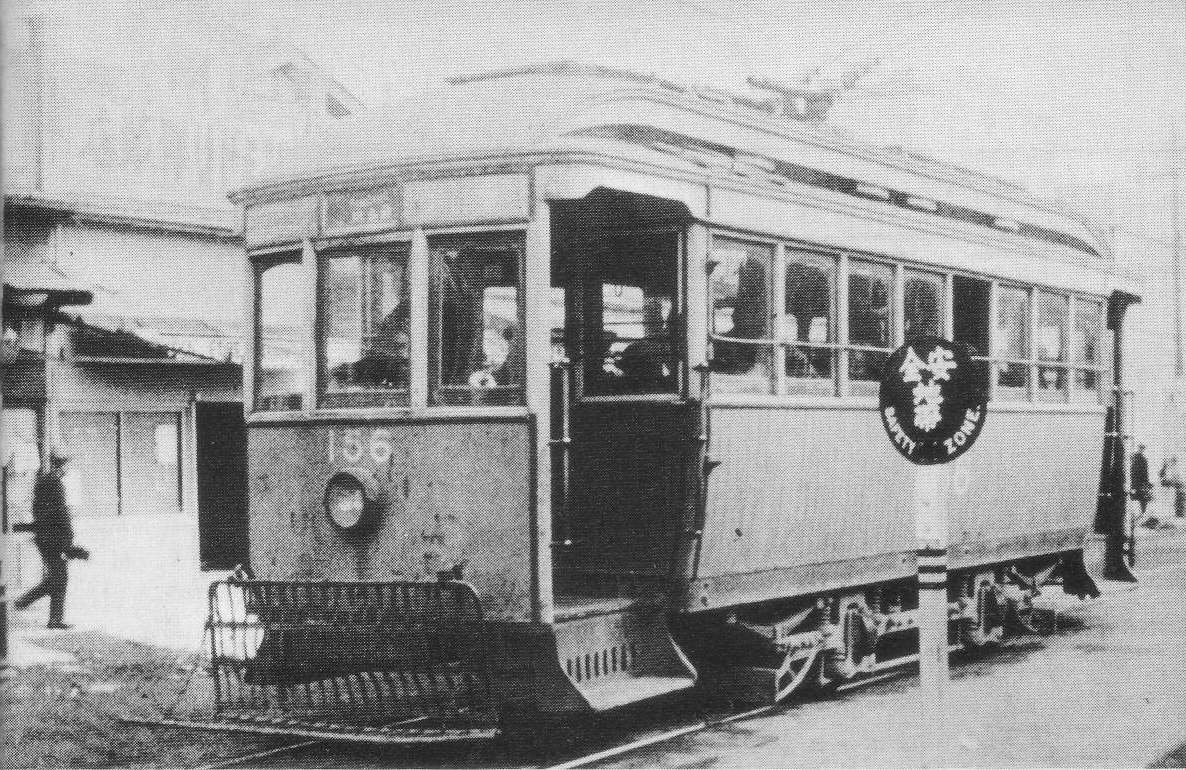
横浜市電156（元京王6）。1924年撮影、横浜駅前停留所

そのような状況にあった本形式に転機をもたらしたのは、1923年9月1日に発生した関東大震災であった。
この大地震での京王電軌の被害は23形3両が焼損した程度で比較的軽微であったが、横浜市電気局は在籍150両中94両を焼損するという壊滅的な打撃を受け、軌道の復旧もさることながら車両の修復が追いつかず麻痺状態に陥っていた。
このため、同局は大阪市電気局など日本各地の主だった電気軌道事業者に救援を要請、余剰車両の譲渡を求めた。
この際、軌間が1,372mmの馬車軌間で改造の必要が事実上皆無で、しかも京王電軌としては廃車を検討する状況にあった本形式14両および7形2両の合計16両に白羽の矢が立ち、横浜市側が一刻も早い車両の補充を必要としていたこともあって、同じく震災の被害からの復興もままならない東京市内から横浜市内まで、同じ軌間であった東京市電と京浜電気鉄道の協力の下、全車が深夜の両社局線を提灯の照明を頼りに自力走行で回送されるという、前代未聞の方法で横浜市へ送り込まれた。
横浜市ではこれらは以下のように改番された。
- 1形1 - 6→151 - 156
- 7形7・8→157・158
- 9形9 - 12→159 - 162
- 15形15 - 18→163 - 166

これら16両は到着後、塗装を変更し、車輪を焼き嵌めのタイヤ式から一体のチルド車輪に交換するなど、横浜市電気局の仕様に合わせた変更を実施した上で直ちに運用に投入され、大阪市電気局から11形の車体が到着するまでの、最も車両が不足していた時期の横浜市内において輸送力確保に大きく貢献した。
これらはその後1932年頃まで使用された後、全車廃車解体処分されている。